# Moschea-cattedrale
La Moschea congregazionale o Moschea cattedrale o Moschea del Venerdì (in arabo مسجد جامع‎?, masjid jāmiʿ), è una moschea cittadina più grande e capiente rispetto agli altri luoghi dedicati alla preghiera canonica nel mondo islamico.
In essa la tradizione religiosa islamica auspica che si radunino collettivamente i fedeli, al fine di adempiere all'obbligo della preghiera obbligatoria del mezzogiorno (ṣalāt al-ẓuhr) del venerdì, specificamente chiamata jumuʿa (in arabo ﺟﻤﻌـة, o صلاة الجمعة, Salat al-jumu'a, ossia "preghiera del venerdì").
Essa è comunque aperta anche ad altre funzioni, come quella di ospitare devoti che intendano, in appositi luoghi a ciò delegati (iwan), studiarvi materie di carattere religioso.
(Robert Byron La via per l'Oxiana, Adelphi 2000 ISBN 978-88-459-1574-1 p.142)

## Elenco delle moschee del venerdì

### Afghanistan
- Grande moschea di Herat

### Azerbaigian
- Moschea Juma (Baku)

### Iran
- Moschea del venerdì (Yazd)
- moschea del venerdì (Isfahan)
- Moschea del venerdì di Nayin
- Moschea del venerdì di Amol
- Moschea del venerdì (Tabriz)
- Moschea del Venerdì (Varamin)
- Moschea del Venerdì (Damghan)
- Moschea del Venerdì (Ardestan)
- Moschea del Venerdì (Qazvin)

### Iraq
- Grande Moschea del Venerdì

### Uzbekistan
- Moschea Dzhuma
- Moschea Juma